# باربرا هاملتون (ممثلة)
باربرا هاملتون (بالإنجليزية: Barbara Hamilton)‏‏ (11 ديسمبر 1926 في كينغستون - 7 فبراير 1996 في تورونتو) ممثلة أفلام من كندا.

## التعليم
تعلمت باربرا هاملتون في:
- جامعة تورنتو

## الجوائز
حصلت باربرا هاملتون على الجوائز الآتية:
- جائزة إيرل غراي  [لغات أخرى]‏

## روابط خارجية
- باربرا هاملتون على موقع IMDb (الإنجليزية)
- باربرا هاملتون على موقع ألو سيني (الفرنسية)
- باربرا هاملتون على موقع أول موفي (الإنجليزية)
- باربرا هاملتون على موقع قاعدة بيانات الأفلام السويدية (السويدية)
- باربرا هاملتون على موقع قاعدة بيانات الفيلم (الإنجليزية)
- باربرا هاملتون على موقع كينوبويسك (الروسية)